# Jean Flori
Jean Flori (* 7. April 1936 in Lillebonne, Frankreich; † 18. April 2018 in Carnac) war ein französischer Historiker, der die Geschichte des Mittelalters erforschte und als einer der renommiertesten Autoren zum hochmittelalterlichen Rittertum gilt. Er beschäftigte sich außerdem mit der Eschatologie und den Kreuzzügen des 11. und 12. Jahrhunderts sowie mit sozial- und religionsgeschichtlichen Grundlagen dieser Zeit.

## Biographie
Nach seiner Promotion mit einer Arbeit zur Entstehung und Formierung eines ritterlichen Standes an der Universität Paris 1 Panthéon-Sorbonne war er zunächst an der Universität tätig. Ab 1988 forschte er als Direktor des Centre national de la recherche scientifique, dem französischen Institut für mittelalterliche Geschichte in Poitiers und am Institut Universitaire de la Recherche Scientifique in Rabat.

## Schriften (Auswahl)
- L'Idéologie du glaive. Préhistoire de la chevalerie, Genève, (éd. Droz), 1983, 205 p. (préface de Georges Duby)
- L'Essor de la chevalerie, xie et xiie siècles, Genève, (éd. Droz), 1986, 416 p. (préface de Léopold Génicot)
- La Première Croisade. L'occident chrétien contre l'Islam, Bruxelles, (éd. Complexe), 1992, 290 p., (2e ed. 1997, 3e éd. 2001) (ISBN 2-87027-436-X)
- La Chevalerie en France au Moyen Âge, Paris, PUF, coll. « Que sais-je ? », n° 972, 1995, 128 p. Traduit en polonais (1999) et en japonais (2000).
- Chevaliers et chevalerie au Moyen Âge, Paris, Hachette, coll. « La Vie quotidienne » 1998, 307 p. (2e édition : 2004) (ISBN 2-7028-1905-2) Traduit en italien (1999), en espagnol (2001), en polonais (2003), en russe (2006), en tchèque (2008).
- La Chevalerie, Paris, (éd. Gisserot), 1998, 128 p. (ISBN 2-87747-345-7) Traduit en espagnol (2001), en italien (2002), en portugais (2005).
- Croisade et chevalerie, Louvain, (éd. De Boeck-Wesmael), 1998, 433 p. (ISBN 2-8041-2792-3)
- Brève histoire de la chevalerie, Gavaudan, (éd. Fragile), 1999. Traduit en anglais (1999).
- Knightly society, in: Luscombe, David; Riley-Smith, Jonathan (Edd.) The new Cambridge medieval history. Volume IV: 1024-1198. Part 1, Cambridge, 2004, 148-184 p.
- Pierre l'Ermite et la première croisade, Paris, (éd. Fayard), 1999, 647 p. ; prix Histoire et sociologie de l'an 2000 de l'Académie française (ISBN 2-213-60355-3) Traduit en espagnol (2006).
- Richard Cœur de lion, le roi-chevalier, Paris, (éd. Payot), 1999, 597 p. (ISBN 2-228-89272-6) Traduit en italien (2002 et 2006), en espagnol (2002), en anglais (2004).
- La Guerre sainte. La formation de l'idée de croisade dans l'Occident chrétien, Paris, (éd. Aubier-Flammarion), 2001, 406 p. (ISBN 2-7028-4475-8) Traduit en italien (2003), en espagnol (2003).
- Les Croisades, Paris, (éd. Gisserot), 2001, 124 p. (ISBN 2-87747-542-5) Traduit en italien (2003).
- Philippe Auguste, la naissance de l'État monarchique, Paris, (éd. Tallandier), 2002, 159 p. (2e édition en 2007).
- Guerre sainte, jihad, croisade. Violence et religion dans le christianisme et l'islam, Paris, 2002 (éd. du Seuil, coll. « Point Histoire ») n° H 309, 333 p. (ISBN 2-02-051632-2) Traduit en espagnol (2004), en roumain (2003), en arabe (2004).
- Aliénor d’Aquitaine. La reine insoumise, Paris, (éd. Payot), 2004, 544 p. (ISBN 2-7028-9418-6) Traduit en espagnol (2005), en anglais (2007).
- L'Islam et la fin des Temps. L'interprétation prophétique des invasions musulmanes dans la chrétienté médiévale, Paris, (éd. du Seuil), 2007, 444 p. (ISBN 978-2-286-02979-1)
- Bohémond d'Antioche, chevalier d'aventure, Paris, (éd. Payot), 2007.
- La Croix, la tiare et l'épée, Paris (éd. Payot), 2007.
- La Fin du monde au Moyen Âge, Paris, (éd. J-P Gisserot), 2008, 128 p.
- Les Croisades, Paris (éd. Le Cavalier bleu), 2009, coll. « Idées reçues »
- Chroniqueurs et propagandistes. Introduction critique aux sources de la Première croisade. (École pratique des hautes études, Sciences historiques et philologiques, 5; Hautes études médiévales et modernes, 98.) Genève, 2010.
- Prêcher la croisade. Communication et propagande, xie – xiiie siècles, Paris (éd. Perrin), 2012.